# Afranthidium haplogastrum
Afranthidium haplogastrum är en biart som först beskrevs av Mavromoustakis 1951.  Afranthidium haplogastrum ingår i släktet Afranthidium och familjen buksamlarbin. Inga underarter finns listade i Catalogue of Life.